# Daniël van Goens
Daniël François van Goens (Leiden, 3 september 1858 – Parijs, 10 mei 1904) was een Franse cellist en componist van Nederlandse herkomst.

## Levensloop
Hij was een zoon van predikant François Corneille Jean van Goens (geboren Den Haag) en Angela Margaretha Charbon (geboren Amsterdam). Zij kregen circa tien kinderen, die op drie na ten onder gingen aan de strijd tegen tuberculose. Daniël zelf trouwde met pianiste Germaine Polack, die twintig jaar jonger was. Zij hertrouwde na zijn overlijden met Charles Lambert en ze kregen een dochter Marie-Anne Lambert, de latere mezzosopraan Deva Dassy.
Hij verhuisde al in zijn jeugd naar Frankrijk. Zijn ouders vestigden zich vanwege het klimaat in Montpellier, Van Goens zat daar al op het concertpodium. Van daaruit trok het gezin naar Lausanne en in 1879 was het gevestigd in Parijs. Daar had hij nog slechts één broer over, de latere architect Jean Henri van Goens. In Parijs kreeg Van Goens celloles van Leon Jacquard en compositieles van Albert Lavignac aan het   Conservatoire. Zijn rechtenstudie liet hij voor wat het was. In juli 1883 behaalde hij een Premier Prix. Hij kwam naderhand slechts zelden in Nederland, maar gaf nog wel een enkel concert in Leiden en Groningen (1890). In Frankrijk was hij echter een gevierd musicus. Hij had een zwakke gezondheid, was de laatste jaren van zijn leven ziekelijk, moest af en toe uitwijken naar de schone lucht in Zwitserland. Hij moest daarbij steeds meer concerten afzeggen (ook die hij samen met zijn vrouw zou geven) en verloor steeds meer de techniek om goed cello te spelen. Hij bleef echter componeren.

## Werken
Van Goens schreef een veertigtal werken, waaronder een Adagio, werken voor cello en orkest (onder meer All’ Ungarese) en pianostukken. De kamermuziekstukken werden als salonmuziek aangeduid. Zijn meest gespeelde werk werd het Scherzo voor cello uit opus 12, gecomponeerd in 1894 of 1895 en in de versie met orkest gepubliceerd in 1898. 
De werklijst (incompleet)
- opus 1 - Twee stukken voor cello en piano (Reverie & Mazourka) (Schlesinger, 1885)
- opus 2 - Adagio in G voor cello en piano (Haslinger, 1886)
- opus 5 - Aria & Gavotte voor cello en piano (Haslinger, 1887)
- opus 6 - Nocturne (A. O'Kelly, ca.1888)
- opus 7 - Celloconcert nr. 1 in a mineur (Decourcelle, 1899) (tweede deel werd ook wel apart uitgevoerd als Larghetto)
- opus 9 - Nocturne & Mazurka voor piano (pub. Grus, ca.1892)
- opus 10- Elegie voor cello en piano
- opus 12- Twee stukken voor cello en piano (Paris: Hamelle, 1895) (nr. 1: Romance, nr. 2: Scherzo)
- opus 13- Gavotte "Irda" voor piano (cello ad lib.) (Durand, ca.1893?)
- opus 15- Twee stukken voor viool en piano (Hamelle, ca.1895) (nr. 2: All'ungarese)
- opus 17- Twee stukken voor cello en piano (nr. 1: Largo, nr. 2: Gavotte)
- opus 18- Polonaise de concert voor cello en piano
- opus 19- La Brise, barcarolle voor cello en piano
- opus 20- Mazurka nr. 2 voor cello en piano (Durand, ca.1893)
- opus 21- Prelude voor viool of cello en piano (Durand, ca.1893)
- opus 22- Berçeuse voor viool of cello en piano (Durand, ca.1893)
- opus 23- Valse de Concert voor cello en piano
- opus 24- Tarentelle nr. 1 in a mineur (pub.1895/6, E. Baudoux)
- opus 25- Danse Villageoise (Souvenir de Locronan) voor cello en piano
- opus 26- Aux Bords du Loing, melodie voor cello en piano
- opus 27- Feuillet d'album, berceuse voor cello en piano (pub. Hamelle, 1900)
- opus 30- Celloconcert nr. 2 in d mineur
- opus 31- Mazurka nr. 3 (C majeur) voor cello en piano (pub. Hamelle, 1900)
- opus 34- Cantabile voor cello en piano (pub.1899)
- opus 35- Saltarello voor cello en piano (pub. D. Rahter, 1899)
- opus 36- Invocation voor cello en piano
- opus 38- Valse Pittoresque voor cello en piano
- opus 39- Twee stukken voor cello en piano (nr.1: Marine; nr. 2: Menuet)
- opus 44- Tarentelle nr. 2 in D
- opus 45- Chant élégiaque voor cello en piano of orgel (pub. London: Schott, 1904)
- opus 46- Berceuse voor cello en piano

Van Van Goens zijn in de periode 1896 tot 1908 vier werken op de lessenaars van het Concertgebouworkest beland, waarvan één tweemaal:
- op 1 maart 1896 speelde Johan C. Hock de Romance, opus 1 onder leiding van Willem Mengelberg;
- op 28 oktober 1900 was Leon H. Meerloo te horen in het Celloconcert nr. 1;
- op 19 september 1901 speelde Isaäc Mossel het Scherzo onder leiding van Mengelberg, met een herhaling op 28 maart 1903 in Den Haag;
- op 13 oktober 1973 speelde Frits Gaillard het Celloconcert nr. 1, weer onder leiding van Mengelberg.